# Avena murphyi
Avena murphyi är en gräsart som beskrevs av Ladiz. Avena murphyi ingår i släktet havren, och familjen gräs. Inga underarter finns listade i Catalogue of Life.